# Salticus biguttatus
Salticus biguttatus är en spindelart som beskrevs av John Blackwall 1867. Salticus biguttatus ingår i släktet Salticus och familjen hoppspindlar. Inga underarter finns listade i Catalogue of Life.